# Le Nouveau Journal (France)
Pour les articles homonymes, voir Le Nouveau Journal.
Le Nouveau Journal est un quotidien généraliste fondé en octobre 1967 par Raymond Bourgine. Il a été publié jusqu'en 1985, année où son propriétaire a orienté ses journalistes vers la création de La Tribune.

## Histoire
Le premier numéro est paru le 11 octobre 1967. Le journal a été fondé avec toute l'équipe du quotidien L’Information, lui-même créé en 1899 par Léon Chavenon. En 1950, Robert Bollack, fondateur de L'Agefi avait opéré une première relance du quotidien. Les journalistes de ce titre sont préalablement licenciés, en raison de pertes importantes, avec un passif de près de 9 millions de francs, puis ont leur propose d'être embauchés par le nouveau titre et quasiment tous acceptent. 
La relance de 1976 est menée par Raymond Bourgine, qui avait milité à l'élection présidentielle française de 1965 pour la candidature de Jean-Louis Tixier-Vignancour.
Le Nouveau Journal a été racheté en janvier 1984, avec L'Agefi, par le journaliste Bruno Bertez.